# Product data management
Il product data management (PDM), ovvero Gestore dei Dati di Prodotto, è uno strumento informatico capace di raccogliere le informazioni relative ad un prodotto.

## Industria manifatturiera
Nell'industria manifatturiera il PDM è un software per la raccolta ed organizzazione di file nelle varie fasi di ideazione, progettazione ed a volte produzione ed obsolescenza di un bene.
Solitamente è correlato ai prodotti di creazione documentale come i CAD (Computer Aided Design) per quanto concerne la documentazione tecnica e gli applicativi di front office per la manualistica o documentazione testuale legata al ciclo di vita del prodotto stesso.
Le peculiari funzionalità di un PDM sono:
- Permettere una agevole archiviazione del documento solitamente non più legata alla memorizzazione nel file system ma tramite una logica più consona al progetto;
- Permettere di codificare un documento in modo da assegnare una stringa di identificazione univoca atta a facilitare la tracciabilità dello stesso;
- Permettere un rapido accesso al documento tramite il relativo codice;
- Permettere una ricerca del documento tramite i metadati di questo. Nello specifico caso del disegno tecnico solitamente sono identificati con i dati inseriti nella tabella di iscrizione anche detta cartiglio;
- Permette la storicizzazione del dato in modo da poter verificare l'evoluzione di questo nelle varie fasi;
- Permette di memorizzare le specifiche tecniche in modo automatico all'interno di un database che regola il ciclo economico aziendale delle stesse;
- Permette la visualizzazione con formati leggeri dei documenti archiviati (in PDF o, per formati CAD, in DWF, formati rispettivamente di Adobe ed Autodesk).

Un'importante funzionalità, dettata dalla normale metodologia implementativa dei PDM, è il collegamento tra metadati, solitamente archiviati su una base dati strutturata, ed i documenti, solitamente archiviati su file system. Tale funzionalità permette una agevole creazione ed attuazione di elaborazioni automatiche con conseguente lancio di azioni che coinvolgono anche migliaia di documenti.
Il PDM gestisce file di vari formati (PDF, testo, Excel, file CAD 2D o con modellazioni 3D, e le eventuali tavole in formato nativo, od il classico DWG di AutoCAD) all'interno di un menù organizzato in cartelle espandibili e con un motore di ricerca interno. Dispone di funzionalità di import ed esportazione automatica, di tutti i tipi di file, per semplice trascinamento delle cartelle dentro e fuori l'interfaccia del PDM, e di un motore di ricerca interno, consente la consultazione dei documenti aprendo il programma di lettura all'interno dell'applicativo (come per esempio avviene leggendo un file .pdf aprendo Acrobat Reader direttamente nel browser), o in una schermata a sé stante, all'esterno del PDM.
Una struttura tipica è quella che segue la distinta base di prodotto e collega al codice di ogni componente i relativi documenti (distinta base, ciclo di lavorazione/montaggio, disegni, listino prezzi degli acquistati).
Nel linguaggio dei software PDM il vault è la struttura di archiviazione logica dei documenti referenziati dai metadati presenti in una base dati.

## Ciclo di vita del documento
Alcuni PDM comprendono funzionalità di gestione del ciclo di vita del documento. Dalla gestione delle versioni (versioning), alla gestione delle revisioni (revisioning) che prevede la resa obsolescenza della revisione precedente, fino ad arrivare alla gestione degli stati del documento.

## Distinte e correlazioni
Un'altra funzionalità solitamente molto apprezzata che offrono molti PDM è la automatica creazione delle distinte (BOM, ovvero Bills of materials) nei vari formati: dalla classica distinta base alla distinta a scalare, detta anche a livelli. Il tutto normalmente correlato da filtri sulla tipologia dei componenti da includere in distinta.
Le correlazioni tra documenti di tipo diverso, come per esempio disegni con distinte o specifiche di montaggio anziché certificati o qualsiasi altro dato sia utile alla definizione del prodotto, accomuna il PDM con il TDM (Technical Data Management) o EDM (Engineering Data Management), che vede archiviati al suo interno i soli documenti tecnici, solitamente disegni e modelli 3D, al massimo legati a documenti diversi con un collegamento di riferimento; l'EDM gestisce quindi la ricerca e la riproduzione controllata di diverse quantità di documenti correlati (ed è spesso una versione "alleggerita" del PDM). Al contrario il PDM ha capacità che si estendono all'intero ambito aziendale, fino a correlare utenti con diverse mansioni e responsabilità, interfacciandosi con i gestori del dato economico ed i software ad essi relativi, fino ad espandersi per collegarsi ad una catena di software comunicanti, agenti lungo tutto il processo aziendale, denominata gestione del ciclo di vita del prodotto (PLM, Product Lifecycle Management).